# Ischnocera
A subordem Ischnocera reúne várias espécies de piolhos parasitas de pássaros. Há, no entanto, uma grande família - os Trichodectidae - composta por parasitas de mamíferos.